# كأس نيوزيلندا 1967
كأس نيوزيلندا 1967 (بالإنجليزية: 1967 Chatham Cup)‏ هو موسم من كأس نيوزيلندا. فاز فيه North Shore United AFC ‏.